# Котласький сільськогосподарський ВТТ
Котласький сільськогосподарський ВТТ (рос. КОТЛАССКИЙ СЕЛЬСКОХОЗЯЙСТВЕННЫЙ ИТЛ, Котласлаг) — підрозділ, що діяв в структурі Головного управління виправно-трудових таборів СРСР (ГУЛАГ) і був підпорядкований ГУЛЖДС.
Організований 27.10.43 (у зв'язку зі збільшенням обсягу с/г робіт, виконуваних Котлаським відділом ГУЛЖДС і необхідністю зміцнення режиму утримання з/к);

закритий 29.06.45.
Дислокація: Архангельська область, м. Котлас.

## Виконувані роботи
- обслуговування Котласької сільгоспферми, а з 13.03.42 — радгоспів: ім. 10-річчя Комі АРСР, «Мутніцького» Комі АРСР; «Ардашевського», ім. 8 Березня, «Фаленковського» Кіровської обл.; «Комсомолець» і «Шахунського» Горьківської обл.; «Красавінського» і «Червоний Північ» Вологодської обл.; «Красноборського» і «Черевковського» Архангельської обл.,
- Роботи ЦРМ, ДОКу, пересильного пункту (м. Котлас),
- роботи житлгрупи адм.-господарського відділу в м. Кіров.

## Чисельність з/к
- 01.01.44 — 8629,
- 01.45 — 6207